# Terpentin
A terpentin vagy terpentinolaj általában a fenyőfélék törzséből – magától vagy pedig a kéreg megszelése után – kifolyó, ragadós, vastag, gyantás lé, vagyis balzsam. Korábban gyógyszerek alkotóelemeként vagy alkoholos italok hamisítására használták.
Bőrrel érintkezve és lenyelve is erősen mérgező! Ha bőrrel érintkezik, azonnal le kell mosni. A lehető leghamarabb orvoshoz kell fordulni, különösen ha szembe vagy szájba jut. A műanyagokat szétmarja. Gőze belélegezve szédülést és fejfájást okoz.
Ma csak festékek hígítására, festékes eszközök és ecsetek tisztítására használják, illetve kátrányfoltok eltávolítására. Erősen mérgező volta miatt azonban használata óvatosságot igényel, lehetőség szerint más anyagokat használnak (például kátrányfoltra benzint).

## Terpentinolaj, terpentinszesz
A terpentint (illetve a balzsamot) vízzel keverik, majd addig hevítik, amíg az el nem párolog. A lecsöpögő, olajos rész a terpentinolaj. A "...bértzi és henye Fenyőnek tobozzaiból, leveleiből, és fájából ezeket lombikonn vízzel lefőzve, a' Magyar Bal'samot, vagy Krumputz olajat is, melj épenn tsak Terpentin olaj." (Orvosi Füvészkönyv, 2. kötet. 322. o., 1813) 100 kg terpentin 13 kg terpentinolajat ad. Szintelen, híg, erős szagú, csípős ízü folyadék (a legtöbb fajta köznapian szólva "büdös"). Fajsúlya 0,86–0,89; 10–12 rész alkoholban oldódik; 152–160 °C-nál forr. A terpentin a ként, foszfort, gyantát feloldja, a levegő oxigénjét magába szívja, s ezt részben ózonná változtatja. Mellette hangya- és ecetsav képződik és a terpentin megsűrűsödik, meggyantásodik. A terpentin C10H16 képletű kamfén ek keveréke. Ide tartoznak még a tűlevelű fák egyes részeiből vizgőzzel közvetetlenül lepárolt, kellemes illatu olajok, nevezetesen a tobozolaj (oleum abietis), a törpefenyőolaj (oleum pini pumilionis, Latschenöl, Latschenkieferöl), a fenyőtűolaj (oleum pini silvestris), a templinolaj (oleum pini, ol. templinum, Kieröl), a balzsamos-fenyőolaj (oleum abietis canadensis).

## Eredete
Terpentinfának nevezik azt a fát (jellemzően fenyőt), amelyből a terpentint, illetve származékait előállítják.

## Fajtái

### Közönséges terpentin
Az erdei fenyőből származik. Méz sűrűségű, barnás-fehér színű.

### Finom terpentin
Általában a többi fenyőféléből származó anyagokat nevezik így. Régen ezt a csoportot inkább előállítási helyeikről nevezték el. 
Strassburgi terpentin: A lucfenyőből származik. A közönséges terpentinhez hasonlít. Színe barnássárga, átlátszó és hígabb. 
Venétziai terpentin: A vörös- és cirbolyafenyőkből  származik. Világos, fehér színű. Erős szaga van.
Ciprusi terpentin: Nem a fenyőfélékből, hanem a pisztáciafából származó anyag. Sokkal sűrűbb, szaga jó.

### Lágy szurok
Régies magyar szóval a terpentineket „lágy szuroknak” hívták.
A lágy szurok igazából a fából kifolyó (fent említett) nedvek elégetése után visszamaradt szurok. (Általában vasserpenyőket használtak hozzá.)

## Kapcsolódó anyagok

### Bécsi korom
A serpenyőre és a kemence falára vásznat terítettek. A füstből ott kicsapódó anyagot nevezték bécsi koromnak. Régen ebből fekete festéket és tintát készítettek (a legjobb minőségű könyvekhez). A többi tintát rosszabb minőségűnek tartották (ezeket luc- és más fenyők forgácsaiból, illetve gyökérdarabjaiból állították elő).

### Balzsam
A fenyőfélék által kiizzadó, és apró hólyagocskákban, illetve a tobozaiból csepegő anyag. Sokkal hígabb, folyós, olajos gyanta. Élettani hatásai a terpentinéhez hasonlóak. Régen Giliád- vagy Török balzsamnak nevezték. Hasonlóképpen használható fel, mint a terpentin.